# Table des caractères Unicode (2E000-2EFFF)
Cette page contient des caractères spéciaux ou non latins. S’ils s’affichent mal (▯, ?, etc.), consultez la page d’aide Unicode.
Cette page décrit la liste des caractères Unicode codés de U+2E000 à U+2EFFF en hexadécimal (192 512 à 192 512 en décimal).

## Sous-ensembles
La liste suivante montre les sous-ensembles spécifiques de cette portion d’Unicode.
| Sous-ensemble                         | Réservés | Réservés | Décimal | Décimal |
| Sous-ensemble                         | Début    | Fin      | Début   | Fin     |
| ------------------------------------- | -------- | -------- | ------- | ------- |
| Idéogrammes unifiés CJC - extension F | 2CEB0    | 2EBE0    |         |         |